# (5283) Pyrrhos

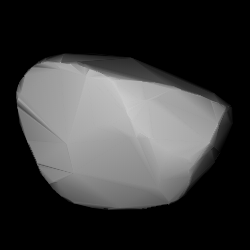

(5283) Pyrrhos, désignation internationale (5283) Pyrrhus, est un astéroïde troyen jovien.

## Description
(5283) Pyrrhos est un astéroïde troyen jovien, camp grec, c'est-à-dire situé au point de Lagrange L4 du système Soleil-Jupiter. Il présente une orbite caractérisée par un demi-grand axe de 5,201 UA, une excentricité de 0,149 et une inclinaison de 17,5° par rapport à l'écliptique.
Il est nommé en référence au personnage de la mythologie grecque Pyrrhos, acteur du conflit légendaire de la guerre de Troie.

## Compléments